# Jászberényi palánkvár
A jászberényi palánkvár a török korban a jászberényi ferences templom és kolostor palánkkal megerősített erődítménye volt.

## Története

### Előzmények
Jászberény városa a Zagyva folyó és kisebb vízfolyások közötti térség alakult ki, miután a után a tatárjárás után IV. Béla behívására a jászok végleg betelepültek a területre. A jászok nagyon ragaszkodtak nyelvükhöz, kultúrájukhoz és pogány szokásaikhoz még a 15. században is, így Hunyadi Mátyás kénytelen volt felkérni a ferences rendet, hogy segítsenek a jászok katolikus hitre történő térítésében. Így telepedtek végül a 15. században ferences szerzetesek Jászberénybe. A szerzetesek a településen egy nagy méretű gótikus templomot és kolostort építettek. Az épületegyüttes 1472-re készült el, amikor is IV. Szixtusz római pápa engedélyt adott a templom és a kolostor használatára. Az egyházi épületeket erős kőkerítés határolta, amely eredetileg a temető körülkerítésére szolgált.
A mohácsi csatavesztés utáni időszakot az egész középső országrészhez hasonlóan a Jászság is megszenvedte. Buda 1526-os megszállása után a visszavonuló törökök Jászberényt is feldúlták, majd hasonló történt 1536-ban is. Ezeket azonban a ferencesek helyreállították. 1541-ben az ország középső része végül tartósan oszmán kézre került, ezzel a mezőváros az új határvidék részévé vált, ezzel párhuzamosan megszaporodtak a török portyák is. Megjelent az igény a végvárrendszer kiépítésére a területen, ahol a már meglévő várakon túl a nemesi szállások és egyéb egyházi kőépületek is ideálisnak tűntek további erődítésekre. Ilyen szempontból tökéletesnek tűnt az új jászberényi épületegyüttes is továbbfejlesztésre. Így 1543 októberében a pozsonyi országgyűlés határozatot fogadott el, hogy egy erődítményt létesítenek Jászberényben. Azonban Habsburg Ferdinánd nem volt hajlandó finanszírozni ennek költségeit, így a terv nem valósult meg.
A királyi végvárrendszerrel szemben a törökök is építették ki saját védelmi rendszerüket. A törökök 1544-ben elfoglalták a településtől 24 km-re lévő Hatvan mezővárosát, ahol egy adózó körzetet alakítottak, melyhez tartozott az ekkor népesnek számító Jászberény is annak nyolc utcájával. A körzet védelmében a törökök Hatvanban egy fontos palánkvárat emeltek. Ezzel párhuzamosan Jászberényt is tervezték megerősíteni. Dobó István egri várkapitány 1549. március 12-én jelentette Nádasdy Tamás nádorispánnak, hogy a törökök Szolnoknál palánkvárat kívánnak felépíteni, illetve „hasonlóképpen a jászberényi kastélyt is igyekeznek újra építeni. Ezeket ugyan közszájon beszélik, de megbízható embereink és kémeink ugyanezeket hozzák hírül”.

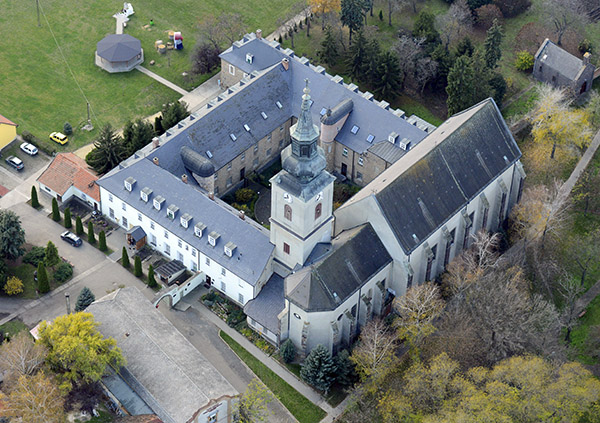
A ferences kolostor légi felvételen

A törökök végül 1559 októberében megszállták a jászberényi kolostort és a hozzá tartozó templomot. A további megerősítésekhez a helyi lakossággal nagy mennyiségű faanyagot hordattak össze. A fejlemények hatására az egri végvári katonák le is akarták rombolni az egyházat, melyet azonban Ferdinánd szigorúan megtiltott.

### A palánk
Istvánffy Miklós kortárs történetíró feljegyzései alapján végül 1566-ben a helyi lakosság robotmunkájával Szokoli Musztafa budai pasa utasítására  palánkvár épült a kolostor köré. Ez magyaros stílusú vastag tölgyfaoszlopokat jelentett, melyeket mélyen a talajba vertek, majd azokat rőzsével és vaskapcsokkal egymáshoz rögzítettek. Így épült fel a fal két oldala, melyet a felgyújtás ellen agyaggal vonták be, köztes részét pedig földdel töltötték fel. Ezen védműveken túl a kolostor kőfala, illetve a Zagyva és Csincsa alkotta folyóvizek is a vár védelmi rendszerét képezték. Az támaszpont török elnevezése Dsánfeda, magyarul lélekfeláldozó volt.
A fennmaradt zsoldlisták alapján a vár helyőrsége 1568-ban 392 főt, illetve 15 kisebb-nagyobb tüzérségi löveget számlált. 1594-ből ismert a vár tüzérsége is, melyek között voltak tarackok, 5 sugárágyú és 2 seregbontó is. Ami a katonaságot illeti többnyire könnyűlovasok voltak, akik feladati közé tartozott az adóztatás és a környék feletti uralom fenntartása. Ezen túlmenően még, mint minden határközeli erődítmény, a berényi palánk katonái is vezettek rablóportyákat az ellenséges területre.
A török hódoltság másfél évszázados ideje alatt több fegyveres összecsapás is zajlott a környéken. Az egyik legmeghatározóbb eset 1577-ben történt, amikor is az egri magyar végvári katonák egy kis csoportja kicsalta a berényi törököket a várból, majd a rejtekben várakozó nagyobb csapat megrohanta és lekaszabolta a várból kimerészkedőket. 1578-ban az egriek ismét jöttek és tüzes szerszámokkal kívánták felgyújtani a várat, ekkor azonban a törökök kerekedtek felül és 2 támadót megöltek, 21-et pedig foglyul ejtettek.
Az erődítmény 1594-ben pusztult el először. Az osztrákok turai csatában aratott győzelme után a berényi erődítmény helyőrsége felgyújtotta a palánkot és elhagyták a települést. A Habsburgoktól félve ekkor a lakosság is elmenekült és csak 1618-ban tért vissza. 1620-ban Huszein budai beglerbég parancsot adott a berényieknek, hogy településüket karózattal erősítsék meg. Ennek megépülésére azonban már nincs bizonyíték, illetve nem tűnik valószínűnek az sem, hogy újra jelentős török helyőrség állomásozott volna a településen. Ezen állítást tűnik alátámasztani a helyi lakosság panaszai az 1630-as években megsokasodtak az őket érő huszár- és hajdúk-támadások végett. Amennyiben helyőrség állomásozott volna itt, akkor azok védelmet nyújthattak volna ezen támadások ellen. Ezen gondolattal áll összhangban, hogy a végvári katonák 1637-ben újra kifoszthatták és felgyújthatták az újra éledezni kezdő települést.
1685-ben a hatvani aga engedélyezte a berényieknek, hogy árokkal védhessék magukat a környéket fosztogató tatárokkal szemben. Ezen árok feltehetőleg a Zagyva és a Csincsa közötti területen lehetett. Még ebben az évben elfoglalták Hatvan és Szolnok várait is a császári seregek, így Berény is Habsburg kézre került.

### A török kor után

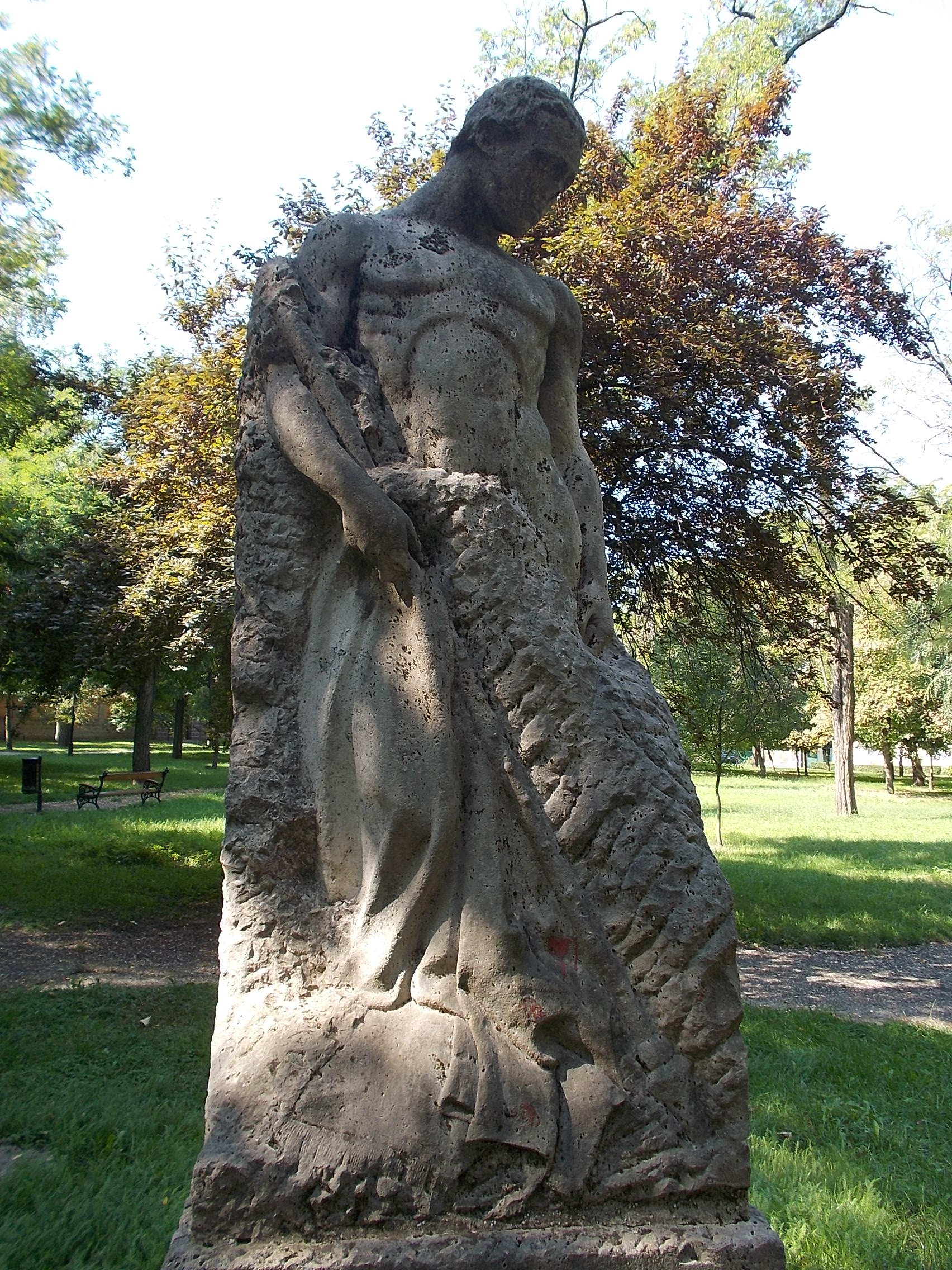
A török–magyar barátság-emlékműve

A török kor után a kolostorral kapcsolatban egy újabb építést 1723-ban kezdtek el Carlone, a híres egri építész vezetésével. A szabályos négyzet alakú udvart övező lakószárnyak építését az 1770-es évekre fejezték be. Az ekkori átalakítással a templom belső berendezése barokk külsőt kapott, kívülről azonban megmaradt többnyire a gótikus kinézet. Az egykori palánkvár addig megmaradt sáncait végül 1840-ben elegyengették, azóta a terület vízrajza is változott, így ma már az egykori erődítményből csupán a ferences épületegyüttes és az egykori temető kőfala maradt fenn.
A kolostor előtt elterülő Barát páston - mely egykor a palánkvár területét képezte – 1909-ben szobrot avattak a török–magyar barátság és a harcokban elhunytak emlékére.